# Lucie Lucas
Pour les articles homonymes, voir Lucas.
Ne doit pas être confondu avec Lucia Lucas.
Lucie-Anne Denis, de son nom de naissance Lucie-Anne Lucas, dite Lucie Lucas, est une actrice et mannequin française, née le 24 mars 1986 à Paris 14e (France).
Lucie Lucas suit des cours de théâtre dès l'âge de 9 ans. Elle apparaît pour la première fois au cinéma dans le film 15 ans et demi, en 2008. Elle est notamment connue grâce à son rôle de Clémentine Boissier, depuis 2010, dans la série télévisée Clem
Elle s'engage en politique en Bretagne pour les élections régionales de 2021 au côté du maire honoraire de Langouët, Daniel Cueff.

## Biographie

### Enfance et famille
Lucie-Anne Marie Lucas naît le 24 mars 1986 dans le 14e arrondissement de Paris. Son père, Laurent Lucas, né à Dakar, au Sénégal, est ingénieur du son et designer. Sa mère, Catherine Le Breton - Oliveau, née à Toulon, dans le Var, est styliste (elle crée des robes de mariée) et lui a transmis sa passion pour la mode, qui pour elle, est une forme d’art qui met en valeur le quotidien de toutes les femmes – une façon d’exprimer sa créativité. Ils se marient à la mairie du 15e arrondissement de Paris le 10 février 1984. Lucie Lucas a deux frères, Loup (né en 1988 à Paris 14e) et Niels (né en 1997 à Paris 14e), l’un fait du droit et l’autre monte son entreprise solidaire. Très proches, ils lui ont même rendu visite en Inde lorsqu’elle tournait le téléfilm Coup de foudre à Jaipur,.

### Carrière
À neuf ans, Lucie Lucas commence à suivre des cours de théâtre, puis durant son adolescence elle s'inscrit dans une agence de mannequins. Elle est aussi sur la pochette du jeu Léa Passion Mode. Elle débute au cinéma en jouant dans le film 15 ans et demi en 2007 (sorti en 2008). Avec Les Petits Meurtres d'Agatha Christie, elle débute à la télévision en 2009.
Elle devient connue du grand public en 2010 grâce au rôle de Clémentine Boissier dans la série télévisée Clem, diffusée sur TF1, dans laquelle elle occupe le rôle principal aux côtés de l'actrice espagnole Victoria Abril.
En février 2014, elle devient l'égérie de la marque de prêt-à-porter féminin Antonelle. Le 7 novembre 2015, Lucie Lucas et Rayane Bensetti remettent un NRJ Music Award aux Fréro Delavega. Le 25 décembre 2015, Rayane Bensetti annonce qu'il jouera à ses côtés dans Coup de foudre à Jaipur, une fiction TF1 et dont le tournage a eu lieu entre février et mars 2016 en Inde.
En 2021, elle annonce sa prochaine participation à l'émission Danse avec les stars sur TF1, pour la saison 11,. Elle est éliminée le 29 octobre 2021 de la compétition en terminant septième.
En 2022, elle est membre du jury de la cinquième édition du Festival Films Courts de Dinan.

### Vie privée
Lucie Lucas rencontre son futur époux, Adrien, à l'âge de 13 ans sur les bancs du collège. Ils se mettent ensemble lorsqu'ils ont 19 ans. Ils se marient le 10 décembre 2011 à Asnières-sur-Seine (Hauts-de-Seine) et ont trois enfants : Lilou (née en août 2010), Moïra (née en janvier 2012) et Milo (né en mars 2018). Elle vit à la campagne, dans un château privé de Plorec-sur-Arguenon dans les Côtes-d'Armor, où elle est propriétaire d’une ferme écologique.
En novembre 2019, elle révèle avoir été victime de deux viols et de harcèlement sexuel,. « Des souvenirs désagréables, j'en ai depuis que j'ai 3 ans », explique-t-elle dans un texte qu'elle publie sur Instagram où elle détaille les agressions sexuelles ainsi que les préjudices qu'elle a pu subir au cours de sa carrière,,.

### Engagements politiques
Courant 2019, Lucie Lucas s'engage avec 150 youtubeurs engagés et personnalités dans « On est prêt », pour alerter les maires de France sur la nécessité de prendre la mesure de la crise climatique. Elle est décrite comme « comédienne et militante ».
Le 12 mai 2021, elle s'engage aux côtés de Daniel Cueff, le maire honoraire de Langouët connu pour avoir pris le premier arrêté anti-pesticides. Elle rejoint sa liste « Bretagne ma vie » aux élections régionales de 2021 comme colistière dans les Côtes-d'Armor, où elle réside. Elle dit à propos de son engagement : « Cette liste sans étiquette porte la voix des citoyens pour construire dès aujourd’hui, un monde plus sain, plus solidaire, plus équitable. ». La liste réunit 6,52 % des suffrages exprimés et est éliminée dès le premier tour.

## Affaire judiciaire
Le 29 décembre 2023, l'avocat de Victoria Abril annonce que celle-ci porte plainte contre Lucie Lucas pour diffamation. En effet, le 26 décembre, cette dernière, en pleine affaire Depardieu, a reproché à l’actrice espagnole d’avoir signé la tribune de soutien à l'acteur dans Le Figaro, l'accusant d'avoir eu elle aussi des comportements inappropriés sur les plateaux de tournage, comprenant des violences sexistes et sexuelles,. Le 30 décembre 2023, Lucie Lucas exprime des regrets concernant ses accusations, reconnaissant avoir agi sous l'émotion et affirmant ne pas être fière de sa démarche.
Laurent Gamelon, l'interprète du père de Clem dans la série, revient à son tour sur cette affaire. Le comédien exprime d'abord son incompréhension sur la sortie de Lucie Lucas. Non pas sur le fond, mais sur la forme, car incapable de prouver les accusations portées contre l'actrice espagnole. Il rapporte ensuite qu'il serait directement concerné par cette affaire, suite à un "geste un peu déplacé" de Victoria Abril à son égard,.

## Filmographie

### Cinéma

#### Longs métrages
- 2008 : 15 ans et demi de François Desagnat et Thomas Sorriaux : Karine
- 2009 : Le Missionnaire de Roger Delattre : Sarah
- 2016 : Porto (en) de Gabe Klinger : Mati Vargnier

#### Courts métrages
- 2015 : êMe de Deborah Levi : Lucie[27]
- 2016 : Si tu n'es pas là de Pierre Ferrière : Lucie
- 2018 : Amor Quantico de Paulo Furtado : La mère

### Télévision

#### Séries télévisées
- 2009 : Les Petits Meurtres d'Agatha Christie : Esther
- 2009 : Femmes de loi : Charlotte Rohmer
- 2009 : Un flic : Une femme
- Depuis 2010 : Clem : Clémentine Boissier, dite Clem
- 2013 : Nos chers voisins : Adeline, la baby-sitter des Dubernet-Carton
- 2014 : Nicolas Le Floch : Agnès Guinguet
- 2016 : Le Secret d'Élise : Christelle Bordat, l'assistante sociale (époque 1986)
- 2021 : Gloria : Émilie Gauvin
- 2023 : Cannes police criminelle : Lieutenant Camille Delmas
- 2024 : Léo Matteï, Brigade des mineurs : (épisode Le mensonge) : Laure Lemonnier

#### Téléfilms
- 2010 : Le Pigeon de Lorenzo Gabriele : Lucie Jourdain
- 2016 : Meurtres à l'île de Ré de François Basset et Jules Maillard : Margaux Pelletier
- 2016 : Coup de foudre à Jaipur d'Arnauld Mercadier : Anne Delorme
- 2018 : Les Enfants du secret de David Morley : Sabine Derrac
- 2021 : La Petite Femelle de Philippe Faucon : Pauline Dubuisson
- 2023 : Clem : Les retrouvailles de Christophe Barraud : Clémentine Boissier
- 2025 : Clem : La rando en famille de Christophe Barraud : Clémentine Boissier

### Clips
- 2006 : Jealousy de Lucy
- 2013 : GMTA de CoolCoolCool
- 2020 : Et demain ? (Et demain ? Le collectif)